# Iglesia de San Pedro y San Ildefonso
La iglesia Arciprestal de San Pedro y San Ildefonso, es un templo, en origen románico, de la ciudad de Zamora, España, el de mayor tamaño e importancia de la localidad después de la Catedral. Por concesión de Don Juan de Aguilar fue declarada en 1500 Iglesia Arciprestal. Es Monumento Nacional desde el año 1974.

## Historia y descripción
La fábrica actual se empezó a construir en el siglo XI por orden del rey Fernando I de León y Castilla, sobre la antigua iglesia de Santa Leocadia, probablemente de origen visigótico. Hacia el fin del XII y durante el XIII fue reformada y ampliada en el mismo estilo, pero desde el siglo XV sufrió una serie de modificaciones que hacen que poco quede hoy en día del románico original, tan solo el muro sur, parte del septentrional, el ábside central semicircular, el hastial, la portada norte, situada detrás de la actual neoclásica, con tres arquivoltas de medio punto que descansan en una imposta apoyada en tres pares de columnas con capiteles de hojas y volutas; y la portada meridional (actualmente cegada), con tres arquivoltas lobuladas semicirculares sobre columnas con capiteles de hojas y cuatro arcos ciegos. En esa centuria su estructura fue modificada por completo, pasando de tener tres naves a una sola con bóvedas de crucería. Al eliminar las dos hileras de soportes interiores, fue necesario construir los arbotantes que se ven sobre la calle San Pedro, para poder sostener la cubierta. A finales del XVII se reformó la capilla mayor y se reedificó la sacristía. Entre 1719 y 1723 Joaquín Benito Churriguera (autor también del antiguo retablo mayor barroco de la Catedral) reparó el interior, reformó la torre y construyó la portada occidental —la que da a la calle del Arcipreste—. Por último, a finales del mismo siglo XVIII se construyó la portada norte (frente a la confluencia de las rúas), en estilo neoclásico.

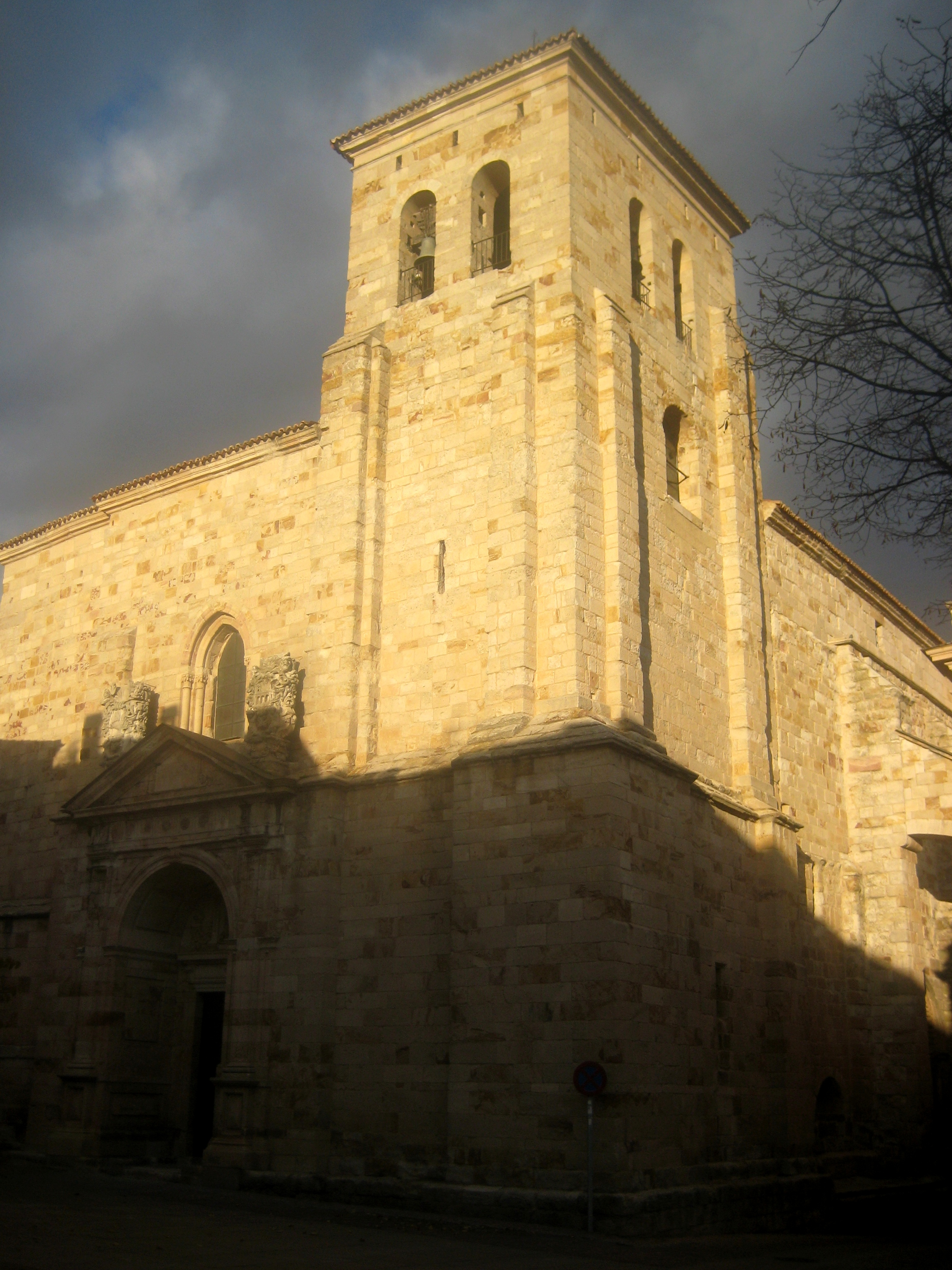
Torre de la iglesia.
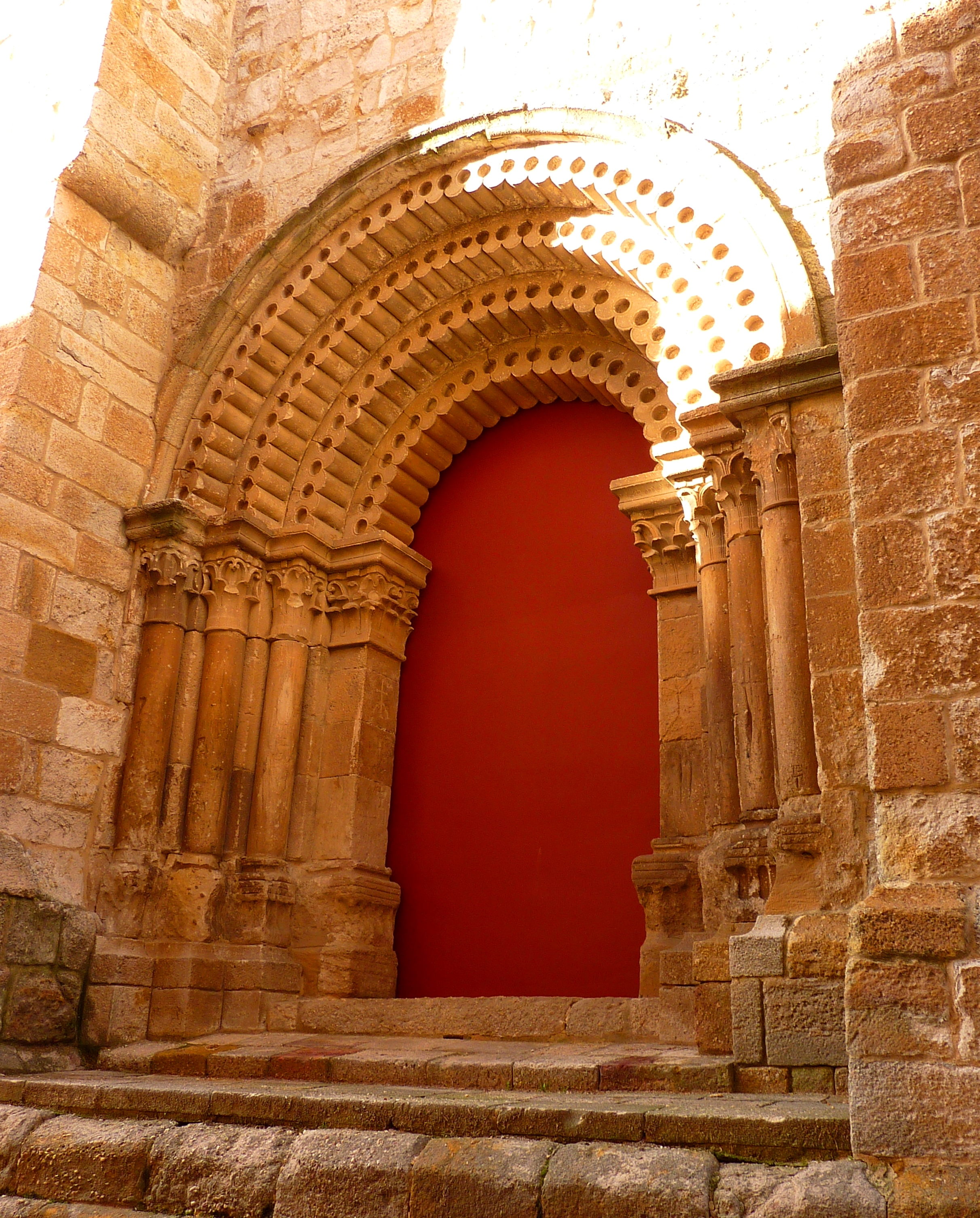
Portada sur (actualmente cegada).
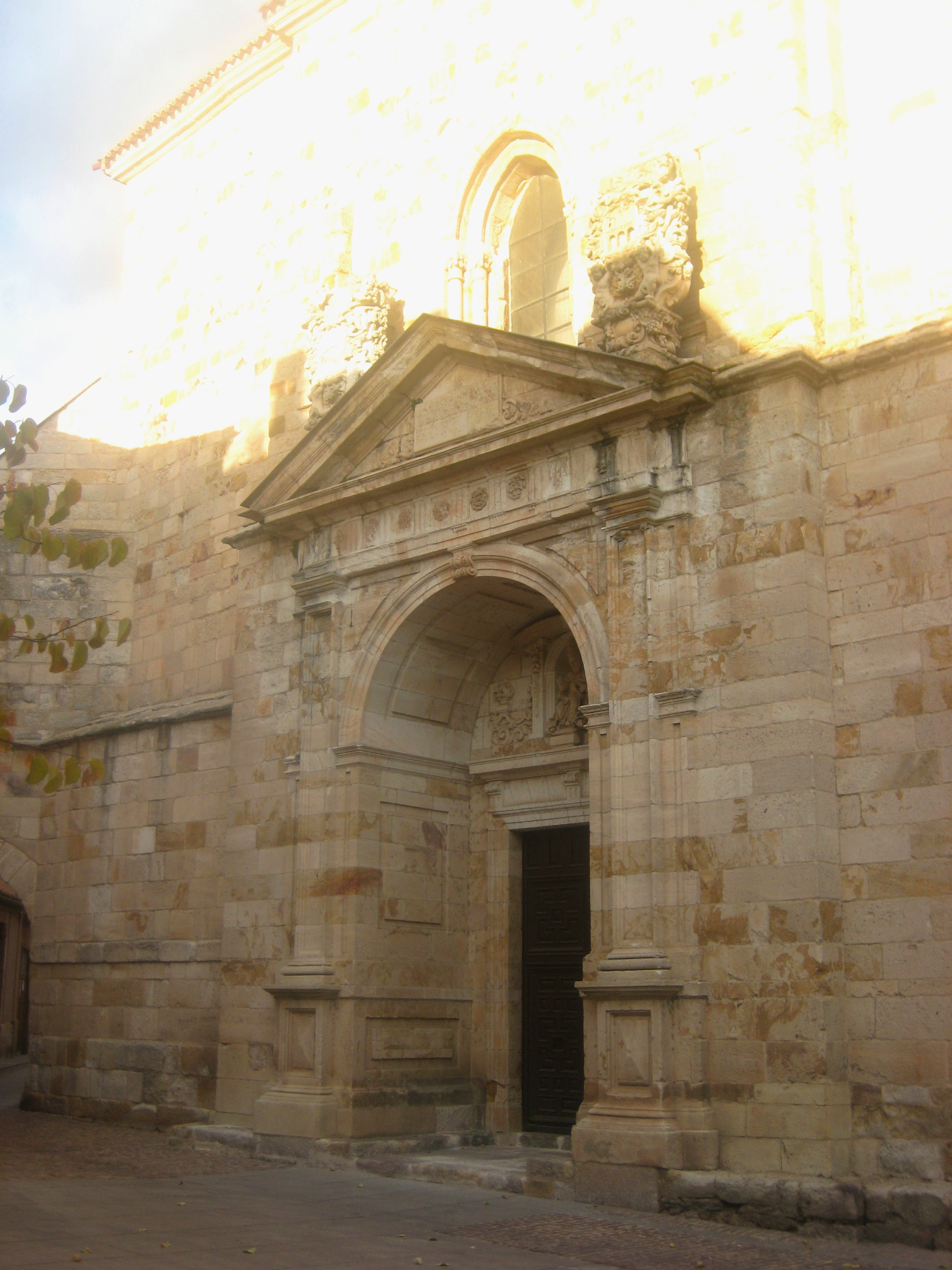
Portada occidental, obra del arquitecto Joaquín Benito Churriguera.

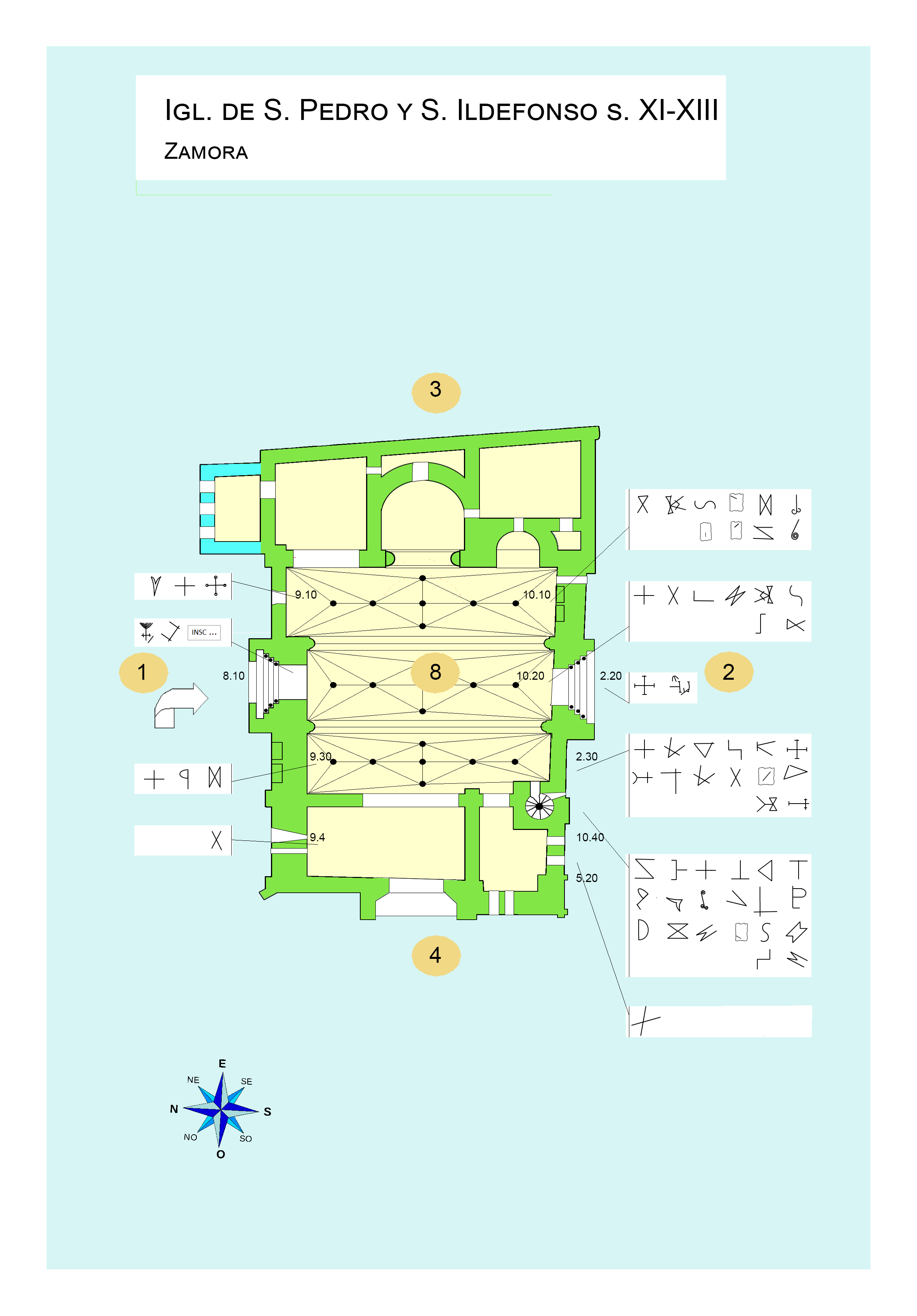
Aprox. a la planta y marcas de cantero.
1 Fachada Norte, 2 Fachada sur, 3 Fachada este, 4 Fachada oeste, 8 Nave central.

## Planta
Su planta es un cuadrado irregular, en estilo románico del siglo XI, de una sola nave (8) de tres tramos reforzados con contrafuertes exteriores y ábside (3) de cabecera plana. La torre-campanario (5) está situada a los pies de la iglesia. Dispone de portadas en las fachadas norte, sur y oeste.

Fue realizada con sillar de arenisca, presentando la orientación litúrgica habitual.

El acceso se efectúa por el pórtico norte (1).

El templo fue reformado en los siglos XII, XIII, XV, XVII y XVIII y restaurado en el s. XX.

## Marcas de cantero
Se han identificado 145 signos de 68 tipos diferentes, de diseño sencillo de 2 a 6 trazos con predominio de trazo recto, perfil y trazo normal.

Su distribución por zonas puede verse en el informe ‘Distribución’ de gliptografía.

En el informe 'signos rectores', se aprecia que hay 4 logias de canteros que trabajaron en la fachada sur y 1 maestro cantero especialista en la sur y 8 en la nave.

El resto de signos pueden agruparse en:
‘Comunes’: aspas, ángulos y posición de sillar, habituales en todos los edificios e Ideogramas, Inscripciones, etc., con un significado simbólico de protección del templo y de órdenes religiosas y monásticas que identifican el templo.

Los signos identificadas son típicos de una etapa constructiva del siglo XIII, ver informe "Etapas históricas".

## San Ildefonso, San Atilano y los Caballeros Cubicularios
El templo alberga los restos de San Ildefonso de Toledo, padre de la Iglesia latina, que se supone fueron traídos a la ciudad por los mozárabes toledanos que la repoblaron en época de Alfonso III el Magno. El derribo de la antigua Iglesia de Santa Leocadia y su sustitución por la actual hizo que se les perdiera la pista durante un tiempo, hasta que en 1260 fueron localizados durante unas obras de ampliación, lo que obligó a extender la advocación inicial de San Pedro a los dos santos. Desde 1496 descansan en lo alto de la capilla mayor. Asimismo guarda el cuerpo de San Atilano, primer obispo de Zamora y patrón de la ciudad así como de Tarazona, su localidad natal. Fue enterrado también en la construcción primitiva y de igual manera sus restos se perdieron posteriormente, hasta su hallazgo en el siglo XVI.
La significación de San Ildefonso provocó insistentes demandas por parte del poderoso cabildo primado de Toledo reclamando sus restos, llegándose a producir incluso varios intentos de robarlos. Eso hizo que se constituyera, en el siglo XV, para custodiar su cuerpo (y posteriormente también el de San Atilano) la Real, Muy Antigua e Ilustre Cofradía de Caballeros Cubicularios de San Ildefonso y San Atilano, de la que el párroco-arcipreste de San Pedro y San Ildefonso ostenta estatutariamente el cargo de prior. Sus integrantes visten un hábito capitular de color verde. No obstante las disputas del pasado, en 2007, año del XIV centenario de su nacimiento, se autorizó el traslado de sus reliquias durante unos días a la Ciudad Imperial, atendiendo una petición de su archidiócesis.